# Saulnières (Ille-et-Vilaine)
Saulnières (bret. Saoner) – miejscowość i gmina we Francji, w regionie Bretania, w departamencie Ille-et-Vilaine.
Według danych na rok 1990 gminę zamieszkiwało 558 osób, a gęstość zaludnienia wynosiła 54 osoby/km² (wśród 1269 gmin Bretanii Saulnières plasuje się na 800. miejscu pod względem liczby ludności, natomiast pod względem powierzchni na miejscu 823.).